# タイソン大屋
タイソン大屋（たいそんおおや、1972年4月10日 - ）は、主に日本で活動する舞台俳優、俳優。『劇団☆新感線』『アティチュード』所属。

## 経歴
三重県桑名市出身。三重県立桑名高等学校、大阪市立大学卒業。1995年に『劇団☆新感線』に入団し、1998年には佐々木智広、中谷さとみとともに演劇ユニット『Afro13』を結成。
即興芝居LIVE『タイソン大屋のはいどーも！』を主宰。音楽や朗読など様々なスタイルをMixし、ユニークで新感覚な即興エンターテイメントの追求をライフワークとしている。ミュージシャン・ダンサーなど異色コラボも行い、運営から全てを自身で取り仕切り開催する。
NHK大河ドラマ「八重の桜」「軍師官兵衛」等テレビドラマや映画にも出演。ゲーム「ファイナルファンタジーXV」「仁王」ではモーションアクターとして出演した。近年は海外にも活動を広げ中国映画・ドラマ等にも出演する。
配信アプリ「ドキドキLIVE」では「DOU-SETU」という名前で不定期にトークを行っている。IDは「233365498」である。
また、 配信アプリ「17LIVE（イチナナ）」にて、「タイソン大屋」という名前で不定期にトークを行っている。IDは「tyson_oh_yeah 」である。
Youtubeでは、『無台本芝居はいどーも!』チャンネルにおいて、台本無しで演技する即興ドラマを定期的に投稿している。
なお公式Webサイトは『Tyson Ohya Official Web site』、所属事務所は『アティチュード』である。
また、アメリカ合衆国出身の元プロボクサー『マイク・タイソン』とは他人である。

## 出演作品

### ボイスアクター
- 月華の剣士シリーズ　- 神崎十三
- ザ・キング・オブ・ファイターズシリーズ - 千堂翔太

### モーションアクター
- メタルギアソリッド4 - オタコン役
- キャプテンハーロック -SPACE PIRATE CAPTAIN HARLOCK-
- ファイナルファンタジーXV - シド役
- 仁王
- ゼノブレイド2
- 蒼天の拳 REGENESIS
- シン・エヴァンゲリオン劇場版𝄇 - 鈴原トウジ役

### テレビドラマ
- 「斬・旋風剣乱刃行」（関西テレビ） - 主演:火竜筒の彪馬 役
- 「お寺の国のアリス」全12話（KBS京都） - 主演:英尚 役
- 「剣龍記」（関西テレビ） - 知行 役
- 「ソードブル」（関西カンサイテレビ） - 主演:ガイチロウ 役
- 「時空警察ヴェッカーD-02」 - 時空捜査官ジン・キノシタ 役
- 「Fun!Fun!!Drive!!!」（CTV） - メインナビゲーター
- 「空の港で。」（TX） - 泰造 役
- 「今夜もヒストリー」（TBS）『徳川吉宗編』 - 徳川吉宗 役
- 「アメドジ」 - デイビス足利 役
- 「平清盛」（NHK大河ドラマ） - 盗賊朧月 役
- 「八重の桜」（NHK大河ドラマ） - 薩摩藩牢番 役
- 「軍師官兵衛」（NHK大河ドラマ） - 長谷川宗仁 役
- 「今野敏サスペンス 隠蔽捜査〜去就〜」（TBS系） - 沖原（レンジャー部隊隊長） 役
- 「ブラック校則」[4]第5話（日本テレビ系） - 工場長 役
- 「嫌われ監察官　音無一六」第6作  -  チンピラ  役
- 「ライジング若冲」(NHKドラマ)  - 山師 役
- 「青天を衝け」（NHK大河ドラマ）
- 「らせんの迷宮〜DNA科学捜査〜」第4話（2021年11月5日、テレビ東京）
- 「ナンバMG5」第3話（2022年5月4日、フジテレビ）
- 「ファーストペンギン」[5]第8話,第9話,第10話（日本テレビ系） - 五十嵐 役
- 「D&D〜医者と刑事の捜査線〜」第3話（2024年11月1日、テレビ東京） - 岡野幹夫の部下 役[6]

### 中国ドラマ
- 「義者無敵」[7](連続ドラマ） - 特務機関・松室 役
- 「潼関出兵」(連続ドラマ） - 航空隊長官・矢村 役
- 「二炮手传奇」(連続ドラマ）- 部隊長・北原 役
- 「秀才遇倒兵」(連続ドラマ）- 射撃手・井上 役
- 「京武侠影」(連続ドラマ)  - 連隊長・佐藤 役

### 映画
- 「すくらんぶる・ハーツ〜恋のソナタ〜」 - 川口洋介 役
- 「幸福のスイッチ」
- 「ザ・ファブル 殺さない殺し屋」(邦画)
- 「刀尖 seven killings 」（中国映画20公開予定）- 影佐禎昭役

### 舞台

#### 劇団☆新幹線
- 1995年09月 ゴローにおまかせ3～後ろから前から - 日本野鳥の会員 役
- 1996年03月 BEAST IS RED～野獣郎見参! - 魑魅魍魎 役
- 1996年12月 PEACH! - 猿のサブ 役
- 1997年04月 直撃!ドラゴンロック～轟天 - ドラゴンロッカーズ 役
- 1997年09月 髑髏城の七人 - ガビラ 役
- 1998年03月 SUSANOH～魔性の剣 - 西のキビツ 役
- 1998年08月 The Vampire Strikes Rock - キクチヨ 役
- 1999年06月 直撃!ドラゴンロック2・轟天大逆転 ～九龍城のマムシ - ブラックマムシ団 役
- 2000年10月 古田新太之丞・東海道五十三次地獄旅 ～踊れ!いんど屋敷 - シコミ 役
- 2001年03月 野獣郎見参〜BEAST IS RED - うすらの臼六 役
- 2001年08月 夢みる無法者(番外公演) - アフロ13 役
- 2001年11月 直撃!ドラゴンロック3～轟天対エイリアン - 類人猿タイソン 役
- 2002年05月 スサノオ～神の剣の物語 - ワニガマホ 役
- 2002年12月 七芒星 - 木星のテンキ 役
- 2003年12月 レッツゴー!忍法帖 - 不動魔愚南無(ふどうまぐなむ) 役
- 2004年10月 髑髏城の七人<アオドクロ> - とどかず大騒 役

#### その他
- 2005年 Axle第5回公演「BANANA FISH」 - エドアルド･Ｌ･フォックス 役
- 2010年 AFRO13「Death of a Samurai - YOSAKU 役 ※エジンバラ芸術祭参加作品☆☆☆☆☆取得
- 2011年 30デラックス「デスティニー」（サンシャイン劇場 他） - シャイターン 役
- 2011年より 即興芝居LIVE「タイソン大屋のはいどーも！」 ※不定期開催中
- 2012年「舞台逆境ナイン」 - 勝木強 役
- 2015年「最遊記歌劇伝-Burial-」[8] - 剛内三蔵 役
- 2018年「RE:VOLVER」[9] - 衣澄 役

#### 公演中止
- 「RE:CLAIM」
  - 2020年4月23日より東京・大阪で上演が予定されていたが、新型コロナウイルスによる感染拡大を受けての緊急事態宣言に伴い、全公演を中止[10][11]することが4月7日に発表された。